# Siebel Open 2002
Il Siebel Open 2002 è stato un torneo di tennis giocato sul cemento indoor. È stata la 114ª edizione del SAP Open, che fa parte della categoria International Series nell'ambito dell'ATP Tour 2002. Si è giocato nell'HP Pavilion di San Jose negli Stati Uniti, dal 25 febbraio al 5 marzo 2002.

## Campioni

### Singolare
Lleyton Hewitt ha battuto in finale  Andre Agassi con il punteggio di 4–6, 7–6(6), 7–6(4)

### Doppio
Wayne Black /  Kevin Ullyett hanno battuto in finale  John-Laffnie de Jager /  Robbie Koenig con il punteggio di 6–3, 4–6, 10-5